# Conseil nordique des ministres
Pour un article plus général, voir Coopération nordique.
Ne doit pas être confondu avec Conseil nordique ou Conseil nordique occidental.
Le Conseil nordique des ministres est l'organisation intergouvernementale créée par les pays nordiques (Danemark, Islande, Norvège, Suède, Finlande) et leurs territoires autonomes (Groenland, îles Féroé et Åland) dans le cadre de la coopération nordique. Il s'agit d'un ensemble de conseils regroupant des ministres de chaque pays sur un sujet précis.
Le Conseil nordique des ministres a vu le jour en 1971, après l'échec du projet NordEk, visant à créer une institution similaire à la Communauté économique européenne dans les pays nordiques. 
Le Conseil consiste, sur le même modèle que le Conseil des ministres de l’Union européenne, en des réunions régulières organisées entre les ministres homologues de chaque pays membre. L’organisation et la tenue des Conseils reviennent en théorie aux premiers ministres respectifs de chaque État. En pratique, cette responsabilité est dévolue aux ministres pour la coopération nordique. L'activité quotidienne du Conseil est coordonnée par le Secrétariat du Conseil nordique des ministres.

## Histoire
À l'issue de la Seconde Guerre mondiale, l'idée d'une union de défense scandinave est proposée, mais en 1949, les négociations prennent fin sans avoir abouti. Ensuite, l'Islande, le Danemark et la Norvège rejoignent l'OTAN, tandis que la Suède réaffirme sa politique de neutralité. À la suite de cet échec est plutôt mis en place le Conseil nordique, formé par l'Islande, le Danemark, la Norvège et la Suède en 1952. La Finlande, du fait de sa relation particulière avec l'Union soviétique de Staline, ne rejoindra le Conseil qu'en 1955, quand les relations se seront apaisées avec le nouveau dirigeant de l'Union soviétique, Nikita Khrouchtchev. Dans les années 1950, des projets pour une union douanière et une zone de libre-échange voient le jour, mais finalement la Norvège, la Suède et le Danemark choisissent de rejoindre l'Association européenne de libre-échange en 1960, suivis par la Finlande (en tant que membre associé) en 1961 et l'Islande en 1970. En 1973, le Danemark rejoindra la Communauté économique européenne (CEE). Au cours des années soixante, l’idée apparut de faire évoluer les institutions de coopération nordique en une organisation similaire à celle de la CEE. Un traité, le traité d'Helsinki, est ratifié à Helsinki en 1962. Entre 1968 et 1970, des négociations intenses sur ce projet dénommé « NordEk » ont lieu, mais finalement la Finlande abandonna le projet à cause de sa relation à l'Union soviétique. Mais cet échec aboutit à la création d'un nouveau projet, le Conseil nordique des ministres.
Avec la fin de la Guerre froide au début des années 1990, les pays baltes (Estonie, Lettonie et Lituanie) obtiennent l'indépendance. Le Conseil nordique des ministres établit alors des bureaux dans ces pays.

## Fonctionnement

### Coordination générale
Le traité d'Helsinki, signé en 1962 entre les cinq pays nordiques, sert de cadre à la coopération au sein du Conseil nordique et du Conseil nordique des ministres.
La présidence du Conseil nordique des ministres est assurée à tour de rôle par les cinq pays nordiques pour une durée de 1 an, dans l'ordre Danemark - Finlande - Norvège - Suède - Islande.
Le Conseil nordique des ministres est l'institution officielle pour la coopération intergouvernementale dans la région nordique. La coordination globale de la coopération est en théorie assurée par les Premiers ministres, mais elle est en pratique déléguée aux ministres de la Coopération nordique, fonction présente dans les huit gouvernements,.
Le fonctionnement quotidien est assuré par le Secrétariat du Conseil nordique des ministres. Le secrétariat est chargé du travail préparatoire en amont des réunions des conseils des ministres et des commissions de hauts fonctionnaires, ainsi que de l'application des décisions.

### Conseils spécifiques
Le Conseil nordique des ministres est en réalité constitué de 11 conseils portant chacun sur un thème particulier. Les ministres homologues se réunissent deux fois par an. Les décisions sont prises à l’unanimité, à la suite du travail préparé en amont par le secrétariat.
Les 11 conseils sont :
- Conseil nordique des ministres pour le travail (MR-A)[11] ;
- Conseil nordique des ministres pour l'économie, l'énergie et la politique régionale (MR-NER)[11] ;
- Conseil nordique des ministres pour la pêche et l'aquaculture, l'agriculture, l'alimentation et les forêts (MR-FJLS)[11] ;
- Conseil nordique des ministres pour l'égalité des sexes (MR-JÄM)[11] ;
- Conseil nordique des ministres pour la culture (MR-K)[11] ;
- Conseil nordique des ministres pour les affaires législatives (MR-LAR)[11] ;
- Conseil nordique des ministres pour l'environnement (MR-M)[11] ;
- Conseil nordique des ministres pour la santé et les affaires sociales (MR-S)[11] ;
- Conseil nordique des ministres pour l'éducation et la recherche (MR-U)[11] ;
- Conseil nordique des ministres pour la finance (MR-FINANS)[11] ;
- Conseil nordique des ministres pour le numérique (MR-DIGITAL)[11]. La décision de l'ajouter fut prise en juin 2017[11].